# Ampheraster chiroplus
Ampheraster chiroplus är en sjöstjärneart som beskrevs av Fisher 1928. Ampheraster chiroplus ingår i släktet Ampheraster och familjen Pedicellasteridae. Inga underarter finns listade i Catalogue of Life.